# John Gibbons
John Michael Gibbons (nacido el 8 de junio de 1962, Great Falls, Montana, Estados Unidos) es un receptor y mánager de béisbol estadounidense. Fue jugador de los Mets de Nueva York entre 1984 y 1986. Luego se desempeñó como entrenador de los Azulejos de Toronto entre 2002 y 2004 y mánager del mismo club entre 2004 y 2008. Posteriormente fue entrenador de los Reales de Kansas City entre 2009 y 2011. 	
Desde 2013 es nuevamente mánager de los Azulejos de Toronto.